# جوزيف دير
جوزيف دير (بالإنجليزية: Joseph Dwyer)‏ هو فيزيائي أمريكي، ولد في 1963.